# Smacznego, telewizorku
Smacznego, telewizorku – polsko-czechosłowacko-kazachski film komediowy z 1992 roku w reżyserii Pawła Trzaski.

## Fabuła
Komedia familijna, wykpiwająca maniaków telewizji, którzy narkotycznie uzależnieni od szklanego ekranu pozostają głusi i ślepi na problemy rzeczywistego świata. Takimi telefanatykami są członkowie rodziny burmistrza Adlera. Oglądają wszędzie - w samochodzie, w pokoju, w kuchni. Perypetie bohaterów mydlanych oper potrafią ich wzruszyć do łez. W telemaniactwie celują zwłaszcza najbardziej ojciec i matka. Pewnego dnia dochodzi do tego, że zostają wciągnięci w głąb ekranu. Przestraszone dzieci postanawiają pospieszyć rodzicom z pomocą. Przy okazji wszakże, korzystając z ich nieobecności, pragną zasmakować prawdziwej wolności. Paulina urządza prywatkę, na której ma się pojawić Michał, chłopak w którym dziewczyna jest zakochana; Paweł całkowicie zatraca się w świecie gier telewizyjnych, poprawiając przy okazji program komputerowy ojca; zaś najmłodszy Adaś pochłania astronomiczne ilości słodyczy. Dzieci mają przy tym niezły ubaw, śledząc przygody swych rodziców w filmach gangsterskich, wojennych i melodramatycznych serialach. Gdy "starzy" się znudzą, można po prostu wyłączyć telewizor. Państwo Adler poznając "od środka" niedawny obiekt ich uwielbienia zaczynają mieć go dosyć. Wolą obserwować to, co dzieje się za ekranem, w realnym świecie. W ten sposób "odkrywają" prawdziwe problemy swoich pociech, doceniają wartość życia rodzinnego. Tymczasem liczba ofiar żarłocznego telewizora zaczyna wzrastać.

## Obsada
- Piotr Machalica − Tomasz Adler
- Gabriela Kownacka − Teresa Adler
- Magda Pasternak − Paulina Adler
- Mikołaj Radwan − Adaś Adler
- Filip Kalczyński(inne języki) − Paweł Adler
- Marian Kociniak − dziadek Adler
- Jan Tesarz − naczelnik policji
- Krystyna Tkacz – Rosa Topolski
- Agnieszka Różańska − Krysia
- Omar Sangare − pan „Czekoladka”, sekretarz Adlerów
- Marián Labuda − Knedlik, sąsiad Adlerów
- Ermuhan Bekmakhanow − Fujijama
- Rafał Zwierz − Michał
- Jakub Jabłoński − Siwy
- Julita Sikorska − koleżanka